# Alina Otto
Alina Otto (* 27. Oktober 1995 in Delmenhorst) ist eine deutsche Handballspielerin.

## Karriere
Alina Otto begann in ihrer Kindheit das Handballspielen bei der HSG Delmenhorst. Nachdem sie 2010 für eine kurze Zeit beim Elsflether TB spielte, wechselte sie noch im gleichen Jahr zur HSG Bad Wildungen. Dort besuchte sie das Handball-Leistungszentrum Bad Wildungen bis zu dessen Schließung 2012. In der Saison 2012/13 lief Otto für die HSG in der 1. Bundesliga auf. Ab der 2013 stand die 1,73 Meter große Linksaußen beim VfL Oldenburg unter Vertrag. Zur Saison 2015/16 wechselte sie zu Werder Bremen. Ab dem Sommer 2019 stand Otto bei der HSG Bad Wildungen unter Vertrag. Nach einer Kreuzbandverletzung im Januar 2021 musste sie pausieren. Im Oktober 2021 kehrte Otto zu Werder Bremen zurück.